# VidCon
VidCon es una convención anual de vídeo en línea, que comenzó en 2010 y actualmente se celebra en el Centro de Convenciones de Anaheim, en California. Fue concebida por los hermanos Hank y John Green, conocidos en Youtube como "VlogBrothers". Es la convención más grande del mundo en su campo, y en ella se reúnen miles de creadores de contenido, público y representantes de la industria del vídeo en línea a nivel mundial. Se trata de un evento no oficial, aunque sí fuertemente respaldado por Youtube.  
Desde 2017 se celebran paralelamente cada año otras dos ediciones de esta convención en Europa, Australia y México

## Historia

### Orígenes

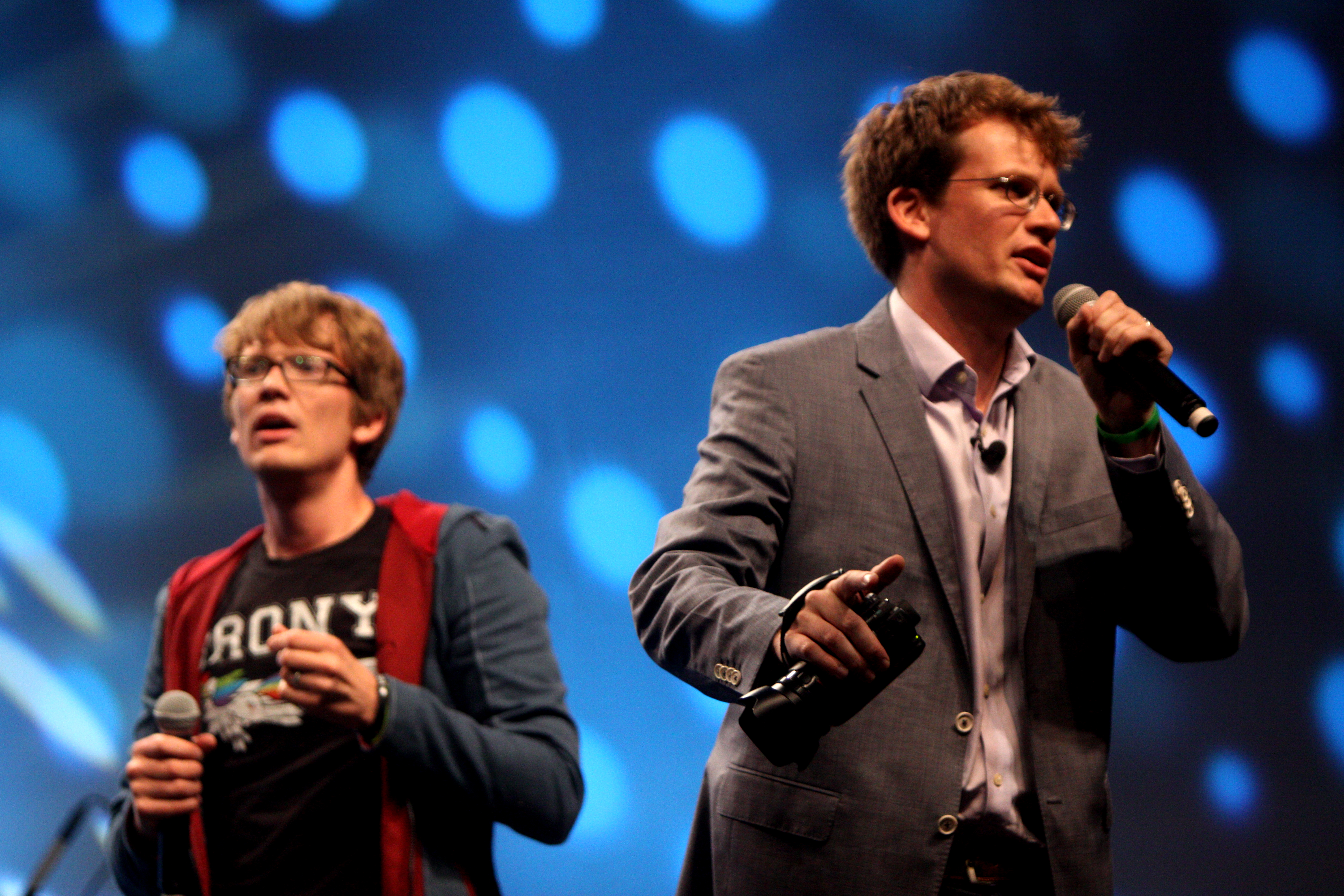
Vlogbrothers durante el Vidcon 2014

Los hermanos Hank y John Green comenzaron su canal Vlogbrothers en 2007. Desde esta plataforma llevan a cabo diversas iniciativas, como la ONG Project for Awesome y la discográfica y tienda de merchandising DFTBA (que significa "Don't Forget To Be Awesome", lema de los nerdfighters).   
En 2010 lanzaron esta convención, que se celebró por primera vez el 10 y 11 de julio. En esta época los Vlogbrothers ya contaban con una base de seguidores muy amplia, y la iniciativa se difundió especialmente a través de la comunidad Nerdfighteria, una subcultura de Youtube creada alrededor de este canal. Acudieron alrededor de 1400 personas, que en general y hasta el día de hoy se mueven en edades bastante tempranas.  

### Crecimiento
En los años sucesivos, paralelamente al crecimiento de Youtube como medio, la convención fue creciendo en tamaño, así como en variedad de actividades que ofrecía y tipos de público que acudía a ella. Poco a poco se ha convertido no solo en un lugar de reunión de fanes sino también en un punto de encuentro para creativos y empresas de la industria del entretenimiento, e incluso empresarios que buscan sacar partido comercial a este tipo de contenidos.
Cada año aumenta la afluencia de gente. En 2016, como novedad, se ha incluido una parte de la programación específicamente dedicada al contenido sobre videojuegos (un movimiento muy acertado dado que actualmente las estadísticas demuestran que tanto a nivel internacional como nacional en España los canales de gaming son los más exitosos), que se alojará en el Hotel Marriott de Anaheim ya que el centro de convenciones no da abasto para tantos participantes.
En 2017, ante el gran crecimiento de público aficionado a Youtube en diferentes lugares del mundo, la convención se extendió a otros continentes. A partir de esta edición (la octava de la versión estadounidense) se añaden Vidcon Europe y Vidcon Australia.
Para 2020 México recibe por primera vez Archivado el 21 de septiembre de 2019 en Wayback Machine. este gran evento que será realizado desde el 30 de abril hasta el 3 de mayo de ese año. Allí se espera que todas las comunidades digitales puedan conocer tanto al reconocido como al talento en potencia que inspira a los mejores creadores de contenido de esa región mexicana escogida entre muchas por su poder de exportación en cuanto a  contenidos originales, marcas y plataformas.

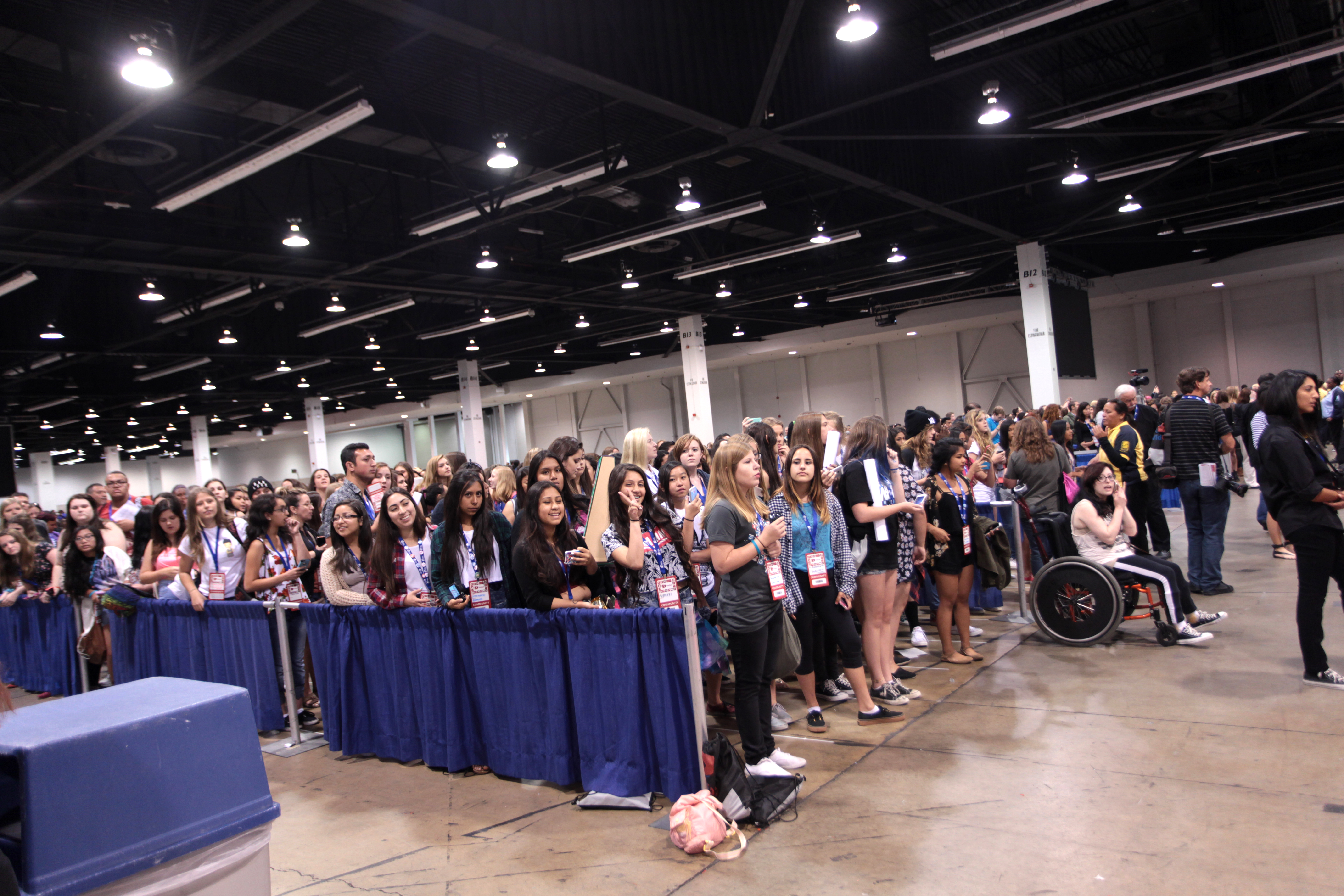
Asistentes al Vidcon 2014 haciendo cola.
Fotografía de Gage Skidmore

#### Niveles de asistencia
| Año                     | Lugar                       | Asistentes |
| ----------------------- | --------------------------- | ---------- |
| 2010 (10 y 11 de julio) | Hyatt Regency Century Plaza | 1,400      |
| 2011 (29 y 30 de julio) | Hyatt Regency Century Plaza | 2,500      |
| 2012 (28 a 30 de junio) | Anaheim Convention Center   | 7,000      |
| 2013 (1 a 3 de agosto)  | Anaheim Convention Center   | 12,000     |
| 2014 (26 a 23 de junio) | Anaheim Convention Center   | 18,000     |
| 2015 (23 a 23 de julio) | Anaheim Convention Center   | 19,500     |
| 2016 (23 a 25 de junio) | Anaheim Convention Center   | 25, 500    |
| 2017 (21 a 24 de junio) | Anaheim Convention Center   | 30,000 +   |
| 2018 (20 a 23 de junio) | Anaheim Convention Center   |            |

## Desarrollo
La convención cuenta con un programa muy estructurado, y diferentes espacios donde se llevan a cabo actividades diversas. Cuenta también con un espacio más amplio donde está el escenario principal en el que se llevan a cabo los eventos más masivos. El tipo de contenido en línea en torno al cual se centra la convención también se ha visto ampliado a medida que esta industria se ha ido desarrollando. Ahora, además de Youtube, encontramos personalidades salidas de Vine o Instagram, por ejemplo. También medios tradicionales como Nickelodeon o ABC se han sumado al evento y tienen cabinas y actividades para promocionar sus contenidos. 
Entre la variedad de actividades que podemos encontrar están: charlas, conciertos, magia, talleres, shows de entretenimiento, proyecciones, sesiones de preguntas, debates que tratan diferentes temáticas de interés (tanto sobre diferentes contenidos, la comunidad, los aspectos sociales o demográficos, industria...), exposiciones sobre avances digitales, espacios donde los asistentes pueden mostrar sus talentos...  
También hay múltiples cabinas dedicadas a la venta de merchandising, a la usanza de una convención tradicional. Además, y cada vez con más frecuencia, diferentes empresas instalan espacios patrocinados con diferentes actividades de entretenimiento, por ejemplo un tablón donde escribir mensajes, una piscina de bolas, photocalls con diferentes accesorios...  
Dada la gran afluencia de fanes que buscaban conocer a sus ídolos, en 2015 se implantó un sistema de loterías para las firmas de autógrafos y fotografías de forma que tuvieran un aforo limitado, dado que de otro modo se forman colas interminables y es muy cansado tanto para los fanes como para los creadores. Se trata de un sistema en el cual cada asistente debe seleccionar a qué personas/grupos de personas quiere ver por orden de prioridad, y se realiza un sorteo para llenar las plazas.

### Temáticas tratadas
En las diferentes charlas y entrevistas se trata de abordar temáticas relevantes para el medio y también aquellos asuntos que hayan generado mucho debate en la comunidad durante el año anterior, ya sea por motivos positivos o negativos. Ejemplos de temas abordados han sido: micromecenazgo, copyright, aspectos técnicos por parte de los desarrolladores de Google, demografía tanto de la comunidad creativa como del público, trabajo con marcas comerciales, identidad de los canales (ya sean personalistas, comunitarios, anónimos...), interacción con otros medios tradicionales, cómo gestionar mejor un canal, especializados en un tipo de contenido (por ejemplo si es sobre viajes, belleza, videoblogs, etcétera).  
En los paneles se trata también de acercarse a cuestiones sociales, especialmente aquellos asuntos que hayan generado mucho debate en la comunidad durante el año anterior, ya sea por motivos positivos o negativos. Se han tratado aspectos relativos a la orientación sexual, colectivos LGBT, representaciones culturales y raciales en la comunidad, salud mental, compaginar la fama con los estudios, influencia de los creadores en sus fanes, activismo...   
En los últimos años se ha generado bastante debate en torno a algunos casos de abusos sexuales por parte de miembros de la comunidad. Este tema ha sido abordado en línea en múltiples ocasiones, e incluso ha transpirado al resto de medios. La propia comunidad gestiona también el trato con individuos conflictivos tanto digitalmente como en convenciones .

### Tipos de entradas
Hay tres tipos de entradas que ofrecen acceso a diferentes áreas de la convención. Se denominan "tracks" (que significa caminos en español) en referencia a los diferentes caminos que puedes tomar dentro de la convención.
Community track: Para ver a tus creadores favoritos, acudir a los paneles, entrevistas, ver la exposición, conciertos... Es la entrada general, que cualquier persona aficionada al mundo del vídeo en línea debería elegir. Solo esta entrada permite entrar en la lotería para firmas y fotos.
Creator track: Para aquellas personas que crean vídeos o quieren acudir a paneles y talleres donde aprender acerca del proceso creativo.
Industry track: Para aquellos que tengan una relación profesional de cualquier tipo con el vídeo en línea (ejecutivos, personal de marketing, productores...). Estas entradas se han implementado con vistas a 2016, con un precio mucho más alto pero perfectamente asumible para una empresa de buen calibre. Cada vez son más los miembros de diferentes industrias que acuden a este tipo de eventos. Para la edición de 2016 hay registrados más de dos mil profesionales de industrias tecnológicas, de marketing, networks de canales, medios de comunicación...
Entre los grandes influencers que asisten a este evento se encuentran tales como: Baby Ariel, Case walker, Paul Zimmer, Blake Gray y Itsnatymoon
+

## Repercusión
El crecimiento exponencial del evento le ha dado mucha visibilidad mediática, y poco a poco va teniendo más representación, aunque los medios tradicionales todavía no suelen hacerse eco de este tipo de eventos, aunque hay excepciones. La gran notoriedad de este tipo de eventos está haciendo que se replanteen los roles de los medios tradicionales y los nuevos medios digitales.
La repercusión en el ámbito en línea es innegable. Cada vez hay más afluencia de visitantes internacionales, y aunque la mayoría de contenido generado por los asistentes a la convención (por ejemplo videos sobre sus experiencias) sigue siendo en lengua inglesa, la conciencia sobre esta convención se está expandiendo globalmente y cada vez son más los usuarios que comparten su experiencia y animan a otros a acudir.
Un gran número de industrias de diferentes calibres ha visto una oportunidad en esta conferencia. Existen, por ejemplo, diversos packs y descuentos en viajes y hoteles asociados con la convención. Muchas cadenas de restaurantes se unen a esta tendencia, así como otras empresas que ofrecen regalos a los asistentes, o actividades que realizar en espacios habilitados.
Por todo esto, la convención supone una gran cantidad de ingresos para partes muy diversas. Además del apoyo incondicional de Youtube, muchas grandes compañías como Disney o Vimeo patrocinan el evento. Por otra parte, tener presencia en un evento de este calibre puede ser una gran estrategia de marketing para diferentes productos de entretenimiento como series, películas, música...